# Brycon ferox
Brycon ferox är en fiskart som beskrevs av Steindachner, 1877. Brycon ferox ingår i släktet Brycon och familjen Characidae. Inga underarter finns listade.